# Plaimpied-Givaudins
Plaimpied-Givaudins és un municipi francès, situat al departament de Cher i a la regió de Centre – Vall del Loira. L'any 2007 tenia 1.678 habitants.

## Demografia

### Població
El 2007 la població de fet de Plaimpied-Givaudins era de 1.678 persones. Hi havia 646 famílies, de les quals 96 eren unipersonals (48 homes vivint sols i 48 dones vivint soles), 267 parelles sense fills, 263 parelles amb fills i 20 famílies monoparentals amb fills.
La població ha evolucionat segons el següent gràfic:
Habitants censats

### Habitatges
El 2007 hi havia 697 habitatges, 651 eren l'habitatge principal de la família, 10 eren segones residències i 36 estaven desocupats. 671 eren cases i 25 eren apartaments. Dels 651 habitatges principals, 537 estaven ocupats pels seus propietaris, 107 estaven llogats i ocupats pels llogaters i 7 estaven cedits a títol gratuït; 15 tenien dues cambres, 76 en tenien tres, 171 en tenien quatre i 389 en tenien cinc o més. 546 habitatges disposaven pel capbaix d'una plaça de pàrquing. A 188 habitatges hi havia un automòbil i a 446 n'hi havia dos o més.

### Piràmide de població
La piràmide de població per edats i sexe el 2009 era:
| Homes | Edats   | Dones |
| ----- | ------- | ----- |
| 0     | 95 o +  | 0     |
| 4     | 90 a 94 | 4     |
| 0     | 85 a 89 | 0     |
| 8     | 80 a 84 | 8     |
| 12    | 75 a 79 | 4     |
| 28    | 70 a 74 | 36    |
| 32    | 65 a 69 | 28    |
| 20    | 60 a 64 | 32    |
| 44    | 55 a 59 | 20    |
| 68    | 50 a 54 | 84    |
| 104   | 45 a 49 | 84    |
| 88    | 40 a 44 | 92    |
| 84    | 35 a 39 | 56    |
| 32    | 30 a 34 | 68    |
| 40    | 25 a 29 | 28    |
| 36    | 20 a 24 | 28    |
| 96    | 15 a 19 | 56    |
| 80    | 10 a 14 | 56    |
| 48    | 5 a 9   | 64    |
| 52    | 0 a 4   | 8     |

## Economia
El 2007 la població en edat de treballar era de 1.147 persones, 861 eren actives i 286 eren inactives. De les 861 persones actives 831 estaven ocupades (422 homes i 409 dones) i 31 estaven aturades (10 homes i 21 dones). De les 286 persones inactives 127 estaven jubilades, 96 estaven estudiant i 63 estaven classificades com a «altres inactius».

### Ingressos
El 2009 a Plaimpied-Givaudins hi havia 661 unitats fiscals que integraven 1.790,5 persones, la mediana anual d'ingressos fiscals per persona era de 22.326 €.

### Activitats econòmiques
Dels 63 establiments que hi havia el 2007, 2 eren d'empreses alimentàries, 5 d'empreses de fabricació d'altres productes industrials, 10 d'empreses de construcció, 16 d'empreses de comerç i reparació d'automòbils, 2 d'empreses de transport, 4 d'empreses d'hostatgeria i restauració, 2 d'empreses immobiliàries, 6 d'empreses de serveis, 9 d'entitats de l'administració pública i 7 d'empreses classificades com a «altres activitats de serveis».
Dels 16 establiments de servei als particulars que hi havia el 2009, 1 era una oficina de correu, 3 tallers de reparació d'automòbils i de material agrícola, 1 paleta, 3 guixaires pintors, 1 fusteria, 2 lampisteries, 1 electricista, 2 perruqueries, 1 restaurant i 1 saló de bellesa.
Dels 4 establiments comercials que hi havia el 2009, 1 era una botiga de més de 120 m², 1 una botiga de menys de 120 m², 1 una fleca i 1 una joieria.
L'any 2000 a Plaimpied-Givaudins hi havia 24 explotacions agrícoles que ocupaven un total de 2.512 hectàrees.

## Equipaments sanitaris i escolars
L'únic equipament sanitari que hi havia el 2009 era una farmàcia.
El 2009 hi havia 1 escola maternal i 1 escola elemental.

## Poblacions més properes
El següent diagrama mostra les poblacions més properes.